# Musiques sacrées du monde
Musiques sacrées du monde è un festival musicale che si tiene annualmente a Fès, in Marocco, dal 1994.

## Storia
Nato nel 1994 e organizzato dalla fondazione Esprit de Fès, la manifestazione ospita esibizioni di musicisti di musica sacra, provenienti da tutto il mondo. Nel 2001, l'UNESCO ha definito il festival uno tra i dieci più importanti, a livello mondiale, per promuovere la pace e la tolleranza. Negli anni hanno partecipato al festival artisti, di fama internazionale, che rientrano in generi diversi dalla musica sacra. Nel 2011 vi è stata una collaborazione in ambito culturale con il festival italiano MITO SettembreMusica. Il festival ha contribuito a pubblicizzare il Marocco nel mondo ed è un appuntamento culturale di rilievo internazionale.

## Svolgimento
Il festival dura, circa, una settimana. Gli spettacoli sono eseguiti in varie parti della città. Tra questi, vi è l'edificio Bab El Makina, in cui si tengono concerti a pagamento, e quelli gratuiti tenuti a Bab Boujloud. Nel festival vi sono anche le "notti sufi", ossia dei concerti di musica sufi che si eseguono da tarda notte sino alle prime ore del mattino.